# وسیولایا لوپان
وسیولایا لوپان (انگلیسی: Vesyolaya Lopan) یک شهرک در بخش بلگورودسکی استان بلگورود کشور روسیه است.